# 粉碎四人帮
粉碎四人帮（又称怀仁堂事变、怀仁堂政变、十月六日政变）指1976年10月6日时任中共中央第一副主席、国务院总理兼公安部部长华国锋联合中共中央副主席、中央军委副主席、国防部部长叶剑英和中共中央政治局委员、中央办公厅主任汪东兴等党政军要人于北京市中南海以“隔离审查”名义将时任中共中央副主席王洪文，中共中央政治局常委、国务院副总理、上海市委书记、市革委会主任张春桥，中共中央政治局委员、毛泽东遗孀江青，中共中央政治局委员、上海市革委会第一副主任姚文元和中共中央政治局联络员、毛泽东侄子毛远新等五人抓捕并拘禁的自我政变事件。事后次日凌晨，华国锋在中共中央政治局秘密扩大会议上被推举担任中共中央代理主席、中央军委代理主席，结束了毛泽东所发动的“无产阶级文化大革命”。后来，四人帮及其主要追随者均遭到政治清洗，有的被刑事追究。

## 背景
毛泽东去世后，中共党内出现权力真空。以华国锋、汪东兴、陈锡联、纪登奎、吴德为代表的“凡是派”，以叶剑英、李先念为代表的“元老派”和以江青、张春桥、姚文元、王洪文、毛远新为代表的“文革派”在施政路线上存在巨大分歧，内部斗争异常激烈。

## 策劃
1976年9月10日、即毛泽东逝世的第二天，王洪文指示其工作人员米士奇（中共中央办公厅秘书处文件组副组长）以中共中央办公厅名义通知各省、直辖市、自治区：如发生重大问题，要及时报告；重要问题不好解决的，要及时请示；凡报告和请示，均与米士奇直接联系。
9月11日，王洪文绕开中共中央政治局，在中南海另設「中央辦公廳值班室」，並用中共中央辦公廳名義通知全國各地，重大問題要及時向他們指定值班人員請示；“企圖切斷中共中央、華國鋒同各省、市、自治區之聯繫，由他們發號施令指揮全國”:302。华国锋从中共湖南省委第二书记张平化给他电话中得知此事，同叶剑英商议，决定以中央政治局名义通知王洪文，立即关闭擅自设立之「中央办公厅值班室」，并以中共中央名义通知各地：发生重大问题，应向华国锋请示:298。在事前电话约定后，华国锋以到医院检查身体为由，到九号院（西黄城根南街9号）李先念临时住处，同李先念谈话不到十分钟。华国锋谈到：同四人幫斗争不可避免，是時候解決了:299。华国锋请李先念代表他去見叶剑英，就解決四人幫问題请求叶剑英意見，又同他研究此事:299；当天华国锋又请求汪东兴给予协助，汪东兴同意了。9月14日，李先念假借去北京植物园的名义外出，转往玉泉山9号楼叶剑英住处。李先念传达华国锋的意見，並同他研究此事:299；当天，李先念即向华国锋汇报谈话内容和叶剑英的态度。
9月16日，华国锋召集李先念、吴德、陈锡联、纪登奎、陈永贵等人在国务院会议厅开会。其间华国锋提问：“毛主席提出的四人帮的问题，怎么解决？”纪登奎说：“对这些人，恐怕还是要区别对待。”华国锋以此将中立的纪登奎排除在行动以外。
9月17日下午，中共中央政治局常委会扩大会议在人民大会堂新疆厅召开，主要议题为毛泽东手稿如何处理，以及毛远新是否需要回到辽宁。四人帮与华国锋及叶剑英发生争执。之后，华国锋又获得了陈锡联與苏振华的支持。
9月21日，叶剑英来到华国锋住处商讨初步方案。9月26日晚，国务院小礼堂电影放完后，华国锋留下李先念和吴德商量方案，吴德提出「逮捕」和「投票否决」的形式，经商议确定采用逮捕。华国锋再次委托李先念将密商结果通报叶剑英。 
9月29日深夜23时，华国锋主持中共中央政治局会议在人民大会堂东大厅召开，主要讨论国庆节的各项活动安排。期间江青要求散会，留下江青、张春桥、王洪文、姚文元、华国锋、汪东兴六人。江青要求，毛泽东的文件、档案应交毛远新清理、保管，中央办公厅办理的群众来信来访工作和材料交由他们在北京大学组织的人去处理；但华国锋没有回应。
9月30日晚，中共中央在天安门城楼上举行首都各界人士国庆座谈会。会后，华国锋、李先念、吴德等人到国务院小礼堂看了一场电影；看完电影，三人又在小礼堂旁边的小会议室再次商谈了解决四人帮的时间和可能发生的问题。
10月2日，毛遠新調派瀋陽軍區1個坦克師開往北京，同時要求上海民兵、北京大學民兵和清華大學民兵做好準備:170。瀋陽軍區司令員李德生，向葉劍英報告毛遠新出動部隊，葉立即下令軍隊退回原地:170。四人幫住宅戒備森嚴，每個住宅有二重以上警備:171。同日15时许，叶剑英来到汪东兴在中南海南楼的办公室交换意见。当晚，汪东兴、华国锋、吴德三人在东交民巷的住地交谈；华国锋之后秘密召见了北京卫戍区司令员吴忠，获得了支持。10月4日下午，华国锋等三人最终敲定了方案。10月4日傍晚，葉劍英趕到東交民巷華國鋒住所，商量對策:301。原定部署國慶節後準備10天，視情況再動手；葉劍英提出改為提前採取行動，「先發制人，以快打慢」，下決心「一破一立除四害」:301；華國鋒決定「至遲後天動手」，請葉劍英同汪東興落實行動計劃:301。葉劍英即到汪東興處，詳細商決一切，使汪東興提出的行動方案周全可行:301。

## 行動
10月6日下午3时，中共中央办公厅通知中央政治局常委到中南海怀仁堂开会，内容如下：一是研究《毛泽东选集第五卷》的出版问题；二是研究毛主席纪念堂的选址问题。下午，汪东兴对行动人员召开短会。下午5时，中南海东八所小会议室也有小型会议分配任务。汪东兴、叶剑英和华国锋分别于晚上6時30分、7时20分和7时40分到达怀仁堂。晚上8时:301，华国锋、叶剑英在中南海怀仁堂召集中央政治局常委会议，通知姚文元列席:301。在张春桥、王洪文、姚文元先後到达会议室时，分別宣布对他们实施隔离审查:301；同时，派人到江青住处宣布执行同样决定:301。王洪文先到场，企图反抗，被控制；随后张春桥被控制。姚文元只说了声“走吧”，就跟着士兵离开。江青则在中南海春藕斋西侧201号楼被宣布隔离审查；江青在宣读后問“能不能再念一遍”，然后写了一封信并密封，委託工作人员轉交華國鋒，随即被运送至秘密地点软禁近8个月，再转至秦城监狱。同时迟群、谢静宜、毛远新等也被捕。晚上10时，耿飚到达中央人民广播电台，把华国锋的手令交给了中央广播事业局局长邓岗，然后派人迅速控制了中央三台。

## 后续
在四人帮都被拘捕後，华国锋在玉泉山9号楼叶剑英住处连夜召开中央政治局紧急会议。晚上10时许，出席会议者有中央政治局成员叶剑英、李先念、汪东兴、陈锡联、苏振华、纪登奎、吳德、倪志福、陈永贵、吳桂贤，共11人:301-302。叶剑英提议，中央政治局一致通过，华国锋任中国共产党中央委员会主席、中国共产党中央军事委员会主席，将来提请中央全会追认:302。华国锋正式成为继毛泽东以后的最高领导人。会后，即下发关于华国锋任职决议，通知「立即在党內传达」:302。会议开到10月7日凌晨4点多才结束:302。
1976年10月10日，邓小平通过汪东兴向华国锋转交他的信件，这份信件充分地体现了他对粉碎“四人帮”的喜悦心情：
“最近这场反对野心家、阴谋家篡党夺权的斗争，是在伟大领袖毛主席逝世后这样一个关键时刻紧接着发生的，以国锋同志为首的党中央战胜了这批坏蛋，取得了伟大的胜利，这是无产阶级对资产阶级的胜利，这是社会主义道路战胜资本主义道路的胜利，这是巩固无产阶级专政。防止资本主义复辟的胜利，这是巩固党的伟大事业的胜利，这是毛泽东思想和毛泽东革命路线的胜利。我同全国人民一样，对这个伟大斗争的胜利，由衷地感到万分的喜悦，情不自禁地高呼万岁、万岁、万万岁！
1976年10月18日，中共中央印发《关于王洪文、张春桥、江青、姚文元反党集团事件的通知》，要求向全体党员传达毛泽东批评四人帮一系列指示，说明党中央同四人帮斗争之经過、以及对四人帮实行隔离审查的原因，指导开展“揭发批判四人帮运动”:302。10月21日，中共中央通过广播和报纸，把一举粉碎“四人帮”公之于世:302。时任第四届全国人大常委会副委员长郭沫若在当天还即兴填词《水调歌头·粉碎四人帮》，当时流传甚广。
1976年10月24日，北京百万军民在天安门广场隆重举行庆祝大会，庆祝粉碎“四人帮”:303。
此后全国范围内开展了揭发批判四人帮罪行、清查文革中与四人帮有牵连的人和事的揭批查运动。1976年12月10日，中共中央向全黨全國發布《王洪文、張春橋、江青、姚文元反黨集團罪證（材料之一）》；1977年3月6日，中共中央下發四人幫罪證「材料之二」——《「四人幫」的反革命面目及其罪惡歷史》；1977年7月，中共十屆三中全會通過《關於王洪文、張春橋、江青、姚文元反黨集團的決議》，決定開除王、張、江、姚4人的黨籍，撤銷其黨內外一切職務；1977年9月23日，中共中央又下發四人幫罪證「材料之三」——《「四人幫」在各個領域散布的反動謬論》:6。1978年，全國清查工作基本結束，揭批四人幫運動取得決定性之勝利；運動之目的基本實現，1978年12月中共十一屆三中全會及時結束全國揭批四人幫之群眾運動:8。
1980至1981年，最高人民法院特别法庭公开审判林彪、江青反革命集团案，并判处相应刑罚。

## 影响和评价
中共官方以“粉碎‘四人帮’反革命集团的胜利，标志着历时10年的‘文化大革命’动乱从此结束”来评价此事，认为“‘四人幫’曾長期控制輿論陣地，大搞唯心主義、形而上學，拉幫結派，在黨內造成極其惡劣之影響；如果不把‘四人幫’罪行徹底清算，摧毀其幫派，就不能肅清他們在各方面之影響”:5。
部分左翼、新左翼人士和马克思主义者则对中共对“四人帮”的指控表示不认可。比如夏尔·贝特兰在1977年辞去法中友好协会主席时就表达了对政变的不满，他说中共对“四人帮”的指控“根本无法令人信服”，“丝毫没有马克思主义的分析，而只是诽谤和丑闻”，“是对科学社会主义的否定，是反革命修正主义”，“竭尽夸大之能事，甚至到了公开歪曲事实的地步，全是粗暴的捏造”。
中国大陆的部分文人学者，如朱学勤、王志东认为怀仁堂事变与法国大革命中的热月政变有一定的相似之处。其中朱学勤更是将怀仁堂事变评价为“说着法语的中国的热月事变”。不过朱永嘉（文革时期的重要人物）则认为：朱学勤的观点“完全是错误的，不能引用西方的历史来套今天中国的现实，不要用个别学者的错误观念来讲中国问题，挟洋自重是骗不了人的。”

## 相关作品

### 音乐
文化大革命结束后，庆祝“粉碎四人帮”的音乐作品如雨后春笋般涌现出来。其中，以下面两首音乐作品的成就最高，影响最大：
- 祝酒歌
- 北京喜讯到边寨

除此之外，中国大陆著名儿歌春天在哪里也是为庆祝“1978年粉碎四人帮迎来祖国的春天”而作的。

## 外部連結
- 口述歷史：華國鋒葉劍英指揮抓捕看押四人幫（页面存档备份，存于）